# Pat McDonald
Patrick Joseph "Babe" McDonald, nascido McDonnell (Doonbeg, 20 de julho de 1878 — Nova York, 16 de maio de 1954) foi um atleta norte-americano nascido na Irlanda, bicampeão olímpico do arremesso de peso.
Integrante do Irish American Athletic Club (um clube de atletismo amador de irlandeses emigrados existente em Nova York no início do século XX) e policial do NYPD (assim como outro campeão olímpico irlandês-americano, Matthew McGrath) atuando como guarda de trânsito por muitos anos em Times Square, ele fez parte do grupo de atletas irlandeses emigrados conhecidos como "Irish Whales" (Baleias Irlandesas).
Pat McDonald representou os Estados Unidos em Estocolmo 1912, conquistando a medalha de ouro no arremesso de peso, com a marca de 15,34 m, recorde olímpico, derrotando o compatriota e então recordista mundial Ralph Rose, que ficou com a prata. Nos mesmos Jogos, ficou com a medalha de prata – Rose venceu – no arremesso de peso com ambas as mãos,
uma modalidade do peso disputada apenas nesta edição dos Jogos, onde cada atleta fazia três arremessos com cada uma das mãos, e o melhor arremesso de cada mão era somado, chegando a uma distância total.
Oito anos depois, após a I Guerra Mundial, retornou aos Jogos Olímpicos para competir em Antuérpia 1920. Disputou a prova do arremesso de peso de 25 kg – prova só existente em Paris 1900 e Antuérpia 1920 – onde conquistou nova vitória, sagrando-se campeão olímpico pela segunda vez. Com esta vitória, aos 42 anos de idade, ele se tornou o mais velho campeão olímpico no atletismo, recorde que se mantém até os dias de hoje.
Depois dos Jogos voltou a seu trabalho de policial em Nova York e morreu na cidade aos 75 anos, em 1954.